# Missulena pruinosa
Espèce
Missulena pruinosa est une espèce d'araignées mygalomorphes de la famille des Actinopodidae.

## Distribution
Cette espèce est endémique d'Australie. Elle se rencontre en Australie-Occidentale et au Territoire du Nord

## Publication originale
- Levitt-Gregg, 1966 : A new species of Missulena (Ctenizidae - Araneae). The Australian zoologist, vol. 13, p. 391-393.